# Opel 1.8 L
La 1.8 L (o 1.8 Liter) era un'autovettura di fascia medio-alta prodotta dalla Casa automobilistica tedesca Opel tra il 1931 ed il 1933.

## Storia
La 1.8 L nacque per sostituire la 8/40 PS, ormai datata. Rispetto al modello precedente, la 1.8 L montava un propulsore di cilindrata leggermente minore, come si evince anche dalla denominazione stessa.
Tale motore era un 6 cilindri in linea da 1790 cm³, con distribuzione a valvole laterali ed alimentazione a carburatore Solex. la potenza massima era di 32 CV a 3200 giri/min. Tale motore aveva anche una buona erogazione di coppia motrice, la quale era disponibile al massimo del suo valore, pari a 100 N·m, già a 1000 giri/min.
La trasmissione constava di una frizione monodisco e di un cambio a tre marce. La trazione era ancora posteriore.
La 1.8 L raggiungeva inizialmente una velocità massima di 85 km/h, ma a partire dal 1933, ultimo anno di produzione della 1.8 L, la potenza fu leggermente aumentata a 33.5 CV, migliorando così anche le prestazioni, con un allungo massimo di 90 km/h.
Il telaio era una struttura ad U in acciaio stampato, su cui venivano fissate le sospensioni ad assale rigido con balestre semiellittiche ed ammortizzatori idraulici. L'impianto frenante era a tamburo sulle quattro ruote.
La 1.8 L era disponibile in diverse varianti di carrozzerie, e precisamente come torpedo a 4 posti, coupé, cabriolet o in tre varianti di berlina.
A partire dall'anno seguente, fu introdotta una versione più rifinita e lussuosa negli allestimenti, denominata 1.8 L "Regent", in onore della grossa vettura di lusso prodotta nel 1928. La 1.8 Regent montava lo stesso 1.8 da 32 CV della versione base. Anche il resto della meccanica e le prestazioni erano identici. Cambiavano le carrozzerie disponibili: la versione Regent si poteva avere come limousine o come roadster. Anche la 1.8 L "Regent" beneficiò nel 1933 dello stesso aggiornamento di potenza della versione base.
Alla fine del 1933, la 1.8 L fu tolta di produzione per lasciare il posto alla 2.0 L.